# Turinskaja Sloboda
Turinskaja Sloboda (russisch Тури́нская Слобода́) ist ein Dorf (selo) in der Oblast Swerdlowsk in Russland mit 5955 Einwohnern (Stand 14. Oktober 2010).

## Geographie
Der Ort liegt knapp 250 km Luftlinie ostnordöstlich des Oblastverwaltungszentrums Jekaterinburg im Westsibirischen Tiefland, etwa 30 km von der Grenze zur Oblast Tjumen. Er befindet sich am rechten Ufer des Tobol-Nebenflusses Tura, knapp 20 km oberhalb der Einmündung des großen rechten Zuflusses Niza.
Turinskaja Sloboda ist Verwaltungszentrum des Rajons Slobodo-Turinski sowie Sitz der Landgemeinde Slobodo-Turinskoje selskoje posselenije. Zur Gemeinde gehören weiterhin die insgesamt 13 Dörfer Chramzowo (8 km nordwestlich), Dawydkowa (10 km nördlich), Falina (3 km südöstlich), Korschawina (5 km nordwestlich), Markowa (8 km südöstlich) und Timofejewo (10 km südöstlich) rechts der Tura sowie Gorodischtsche (26 km südöstlich), Krasny Jar (7 km südöstlich), Malinowka (18 km nordöstlich), Owtschinnikowa (27 km südöstlich), Reschetnikowa (28 km südöstlich), Sagai und Schadrinka (beide etwa 31 km südöstlich) links der Tura.

## Geschichte
Der Ort wurde 1646 an der Babinowstraße (Babinowskaja doroga) von Solikamsk über Werchoturje und Turinsk nach Tjumen, der damals bedeutendsten Verbindung vom europäischen Russland nach Sibirien, von einem Dawyd Andrejew gegründet und nach diesem als Dawydowskaja Sloboda bezeichnet. Mit dem Bau des weiter südlich verlaufenden Sibirischen Traktes ab den 1730er-Jahren verlor der Ort an Bedeutung, wurde aber 1782 bereits unter dem heutigen Namen mit Bezug auf den Fluss („Tura-Freisiedlung“) Sitz einer Wolost.
Seit 12. November 1923 ist Turinskaja Sloboda Verwaltungssitz eines nach dem Dorf benannten Rajons.

## Einwohnerentwicklung
| Jahr | Einwohner |
| ---- | --------- |
| 1939 | 2990      |
| 1959 | 3385      |
| 1970 | 4262      |
| 1979 | 4792      |
| 1989 | 5958      |
| 2002 | 6123      |
| 2010 | 5955      |

Anmerkung: Volkszählungsdaten

## Verkehr
Durch Turinskaja Sloboda verläuft die Regionalstraße 65K-0506, die im südwestlich benachbarten Rajonzentrum Baikalowo beginnt und weiter das rechte Tura-Ufer aufwärts nach Turinsk führt. Von Baikalowo besteht Anschluss in Richtung Irbit und Taliza. Gut 10 km südlich von Turinskaja Sloboda zweigt von der 65K-0506 die 65K-2403 in Richtung des südöstlich benachbarten Oblastzentrums Tjumen ab.
Die nächstgelegenen Bahnstationen befinden sich im etwa 70 km entfernten Turinsk an der Strecke Jekaterinburg – Ustje Acha (Meschduretschenski) sowie beim gut 80 km entfernten Taliza an der Transsibirischen Eisenbahn.
Am südwestlichen Ortsrand befand sich bis Anfang der 1990er-Jahre ein kleiner Flugplatz, der mittlerweile abgebaut ist.